# Theodor Karbe
Christian Friedrich Theodor Ludwig Karbe (* 21. August 1829 in Neuendorf, Kreis Angermünde; † 27. März 1886 in Blumenwerder, Kreis Neustettin) war ein deutscher Rittergutsbesitzer und Parlamentarier.

## Leben
Karbe studierte ab 1850 Rechtswissenschaften an der Universität Halle. Zu Beginn des Studiums wurde er Mitglied des Corps Guestphalia Halle. Nach dem Studium diente er als Einjährig-Freiwilliger und wurde später Leutnant der Landwehr. Ab 1856 war er Rittergutsbesitzer in Blumenwerder. Er gründete in Tempelburg den Landwirtschaftlichen Verein, zu dessen Vorsitzendem er gewählt wurde. Karbe saß 1862 als Abgeordneter des Wahlkreises Köslin 5 (Neustettin, Belgard) im Preußischen Abgeordnetenhaus. Er gehörte der Fraktion der Rechten unter der Führung von Wilhelm Grabow an.